# Proosdij van Seltz
De Proosdij van Seltz (Duits: Reichskloster Selz, Frans: Abbaye de Seltz) was een tot de Keur-Rijnse Kreits behorende proosdij binnen het Heilige Roomse Rijk. Deze was gelegen rond het plaatsje Seltz in de Elzas.
Het benedictijnerklooster van Seltz werd in 991 gesticht door Adelheid van Bourgondië.
De keurvorst van de Palts onderwierp het klooster in 1414. Bij de omzetting in 1481 van het klooster in een vrij wereldlijk sticht werd de oude abdij verlaten en betrokken de kapittelheren een gebouw binnen de stad.
Keurvorst Frederik III van de Palts maakte er vervolgens in 1575 een evangelische ridderacademie van die door Lodewijk XIV van Frankrijk werd opgeheven.
Van 1643 tot 1660 was het gebied als een baronie in het bezit van een buitenechtelijk kind van de keurvorst. In het kader van de Reunionspolitiek werd het gebied in 1660 door koninkrijk Frankrijk ingelijfd. In 1697 kwam het terug aan Keur-Palts, maar Frankrijk bleef de soevereiniteit opeisen, wat de oorzaak was van een aantal conflicten, onder andere over de godsdienst. In 1766 kwam het gebied door Selz-Hagenbachter ruil in het bezit van Palts-Zweibrücken.
In 1789 wordt het gebiedje definitief bij Franse koninkrijk ingelijfd.